# رومسيكي
رومسيكي هي قرية تقع في منطقة أقصى الشمال،الكاميرون.

## معرض

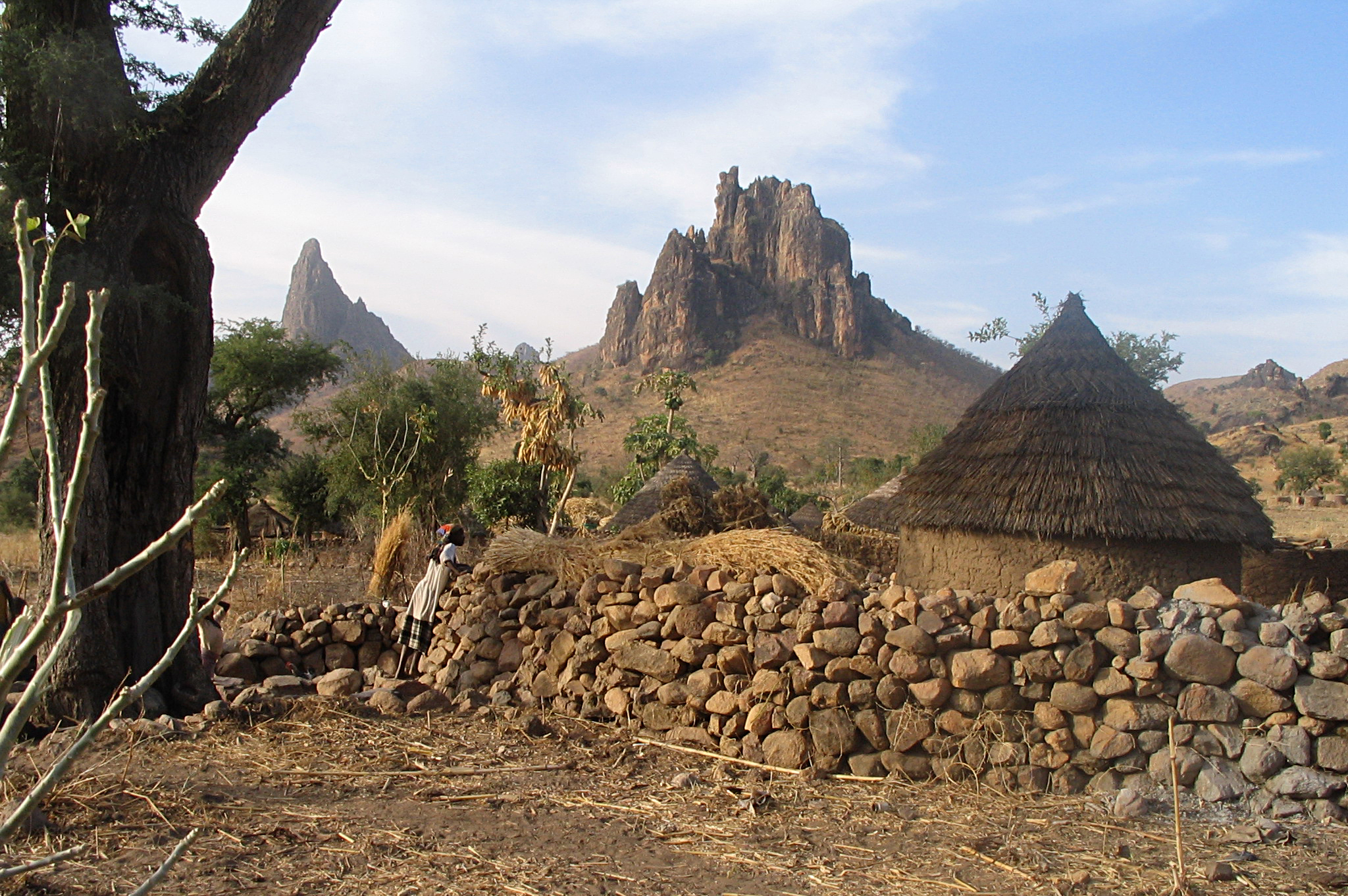
منزل قديم في رومسيكي